# Wetter (Hessen)
Wetter (Hessen) – miasto w zachodniej części Niemiec, w kraju związkowym Hesja, w rejencji Gießen w powiecie Marburg-Biedenkopf. 30 czerwca 2015 miasto zamieszkiwane było przez 8946 osób.

## Geografia
Wetter (Hessen) położone jest w obrębie pasma górskiego Burgwald, w dolinie rzeki Wetschaft (dorzecze Lahnu), w zachodniej części Hesji.
Miasto składa się z dziewięciu dzielnic: Amönau, Mellnau, Niederwetter, Oberndorf, Oberrosphe, Todenhausen, Treisbach, Unterrosphe, Warzenbach.

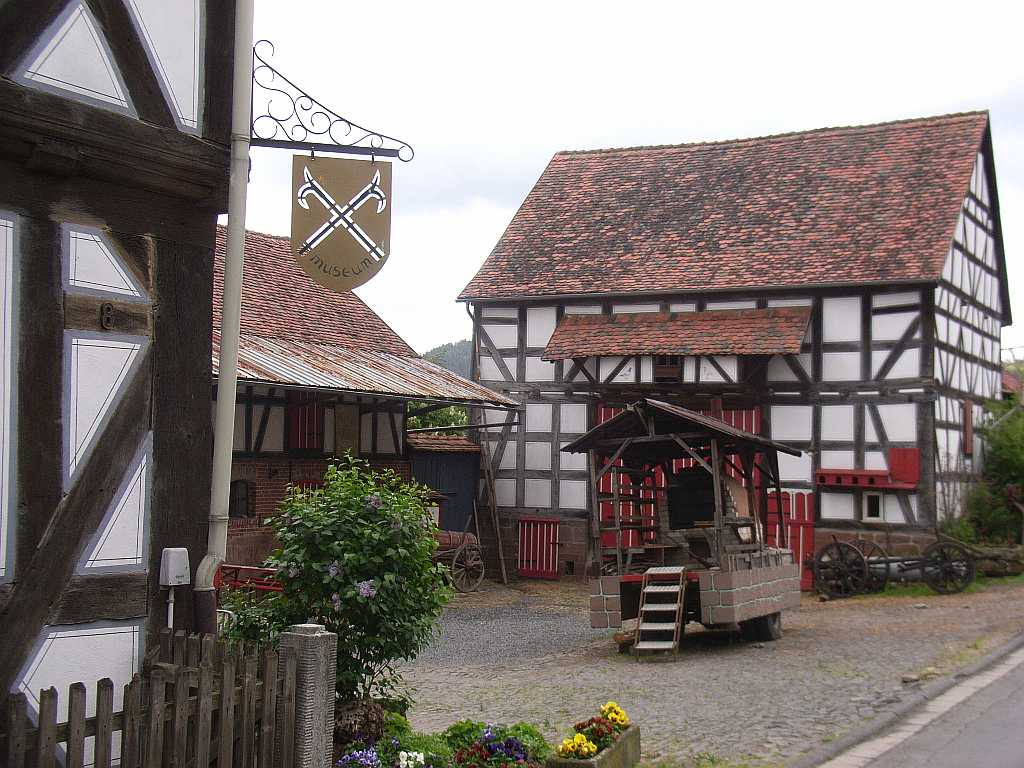
Muzeum w dzielnicy Oberrosphe

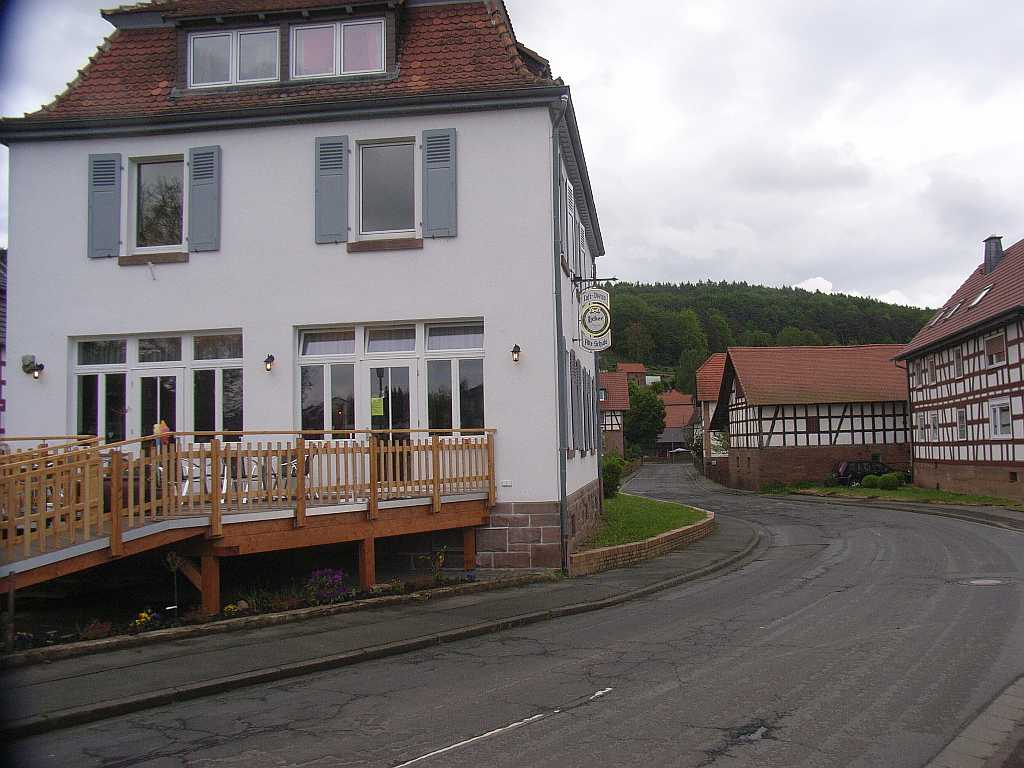
Zabytkowa szkoła w dzielnicy Unterrosphe

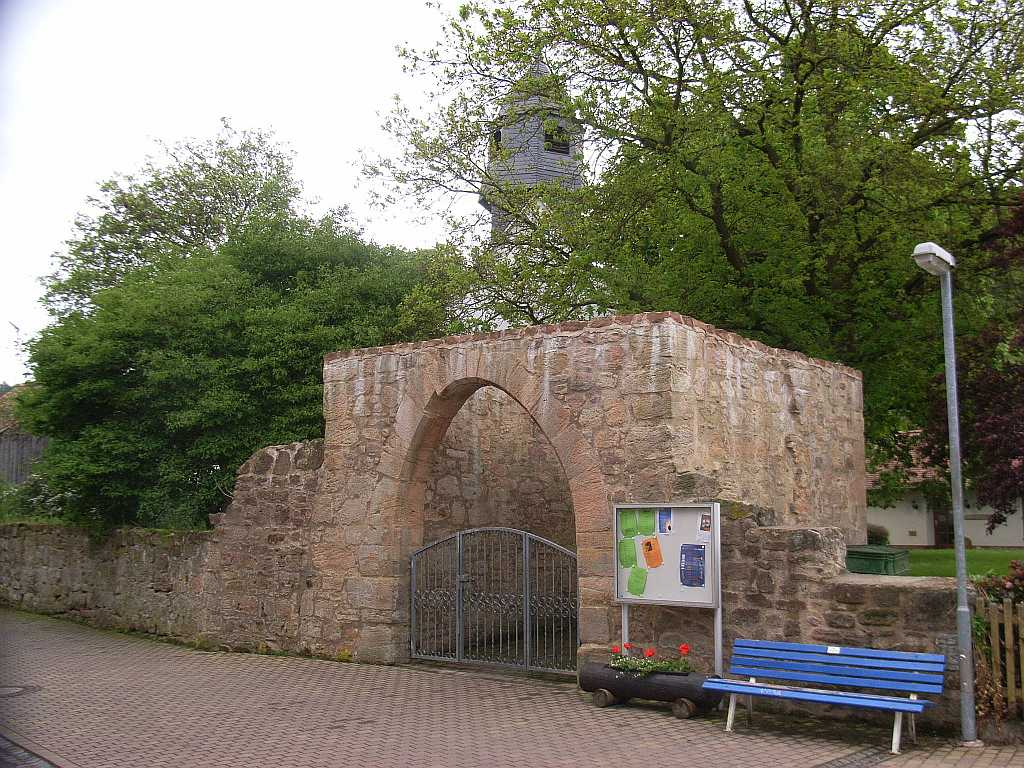
Kościół w dzielnicy Unterrosphe

## Komunikacja
Miasto położone jest przy drodze krajowej B252 (Blomberg przez Korbach do Marburgu ). Ze względu na znaczne natężenie ruchu planowana jest budowa obwodnicy miasta. Wetter położone jest przy linii kolejowej Warburg - Magdeburg.

## Zabytki
- zamek Mellnau z XIII w.
- kościół Mariacki (St. Maria) z XIII w.
- ratusz z 1680
- dawna synagoga z drugiej połowy XIX w.

## Współpraca
Miejscowości partnerskie:
- Deutschkreutz, Austria
- Oostrozebeke, Belgia
- Reinsdorf – dzielnica Nebra (Unstrut), Saksonia-Anhalt

## Osoby urodzone w Wetter
- Johannes Combach (1585-1651) - teolog
- Johann Dryander (1500-1560) - lekarz, astronom
- Hermann Vultejus (1555-1634) - prawnik, rektor uniwersytetu w Magdeburgu
- Justus Vultejus (1529-1575) - pedagog, filozof